# Kabinet-Emanuels
Het kabinet-Emanuels was een Surinaams kabinet onder leiding van premier Severinus Desiré Emanuels (NPS). Het kabinet trad aan na de verkiezingen van 1958. In deze periode kende Suriname Jan van Tilburg als gouverneur en Henry Juriaan de Vries, Cornelis Nagtegaal en Archibald Currie als interim-gouverneurs.
Het kabinet regeerde van 14 juli 1958 tot en met 1 juni 1963. Emanuels was de aangewezen premier van Suriname en verbleef tijdens de kabinetsformatie nog in Washington D.C., waar hij voor het Koninkrijk der Nederlanden diende als ambassaderaad. In de overbruggingsperiode van 14 juli tot 5 augustus 1958 nam Alfred Morpurgo het voorzitterschap van de Raad van Ministers op zich.
In 1959 kreeg Suriname Opo Kondre Man als eigen volkslied en daarnaast een eigen vlag en eigen wapen. Bij de Surinaamse onafhankelijkheid werd de vlag vervangen, het volkslied en wapen bleven behouden.
In 1962 nam Hemradj Shriemisier ontslag als minister van Justitie en Politie na een voor hem ongunstige uitspraak van het Hof van Justitie, waarna Emanuels tijdelijk 'Justitie en Politie' erbij nam.

## Samenstelling
Het kabinet kende de volgende samenstelling:
| Ministerie                           | Minister                                                |
| ------------------------------------ | ------------------------------------------------------- |
| Algemene Zaken en Binnenlandse Zaken | S.D. Emanuels (NPS) (tevens premier)                    |
| Economische Zaken                    | Paul van Philips (PSV) Ludwig Zuiverloon                |
| Financiën                            | Jules Sedney (NPS)                                      |
| Justitie en Politie                  | Hemradj Shriemisier (VHP) Sewraam Rambaran Mishre (VHP) |
| Landbouw, Veeteelt en Visserij       | Sewraam Rambaran Mishre (VHP)                           |
| Onderwijs en Volksontwikkeling       | Alfred Morpurgo (PSV) (tevens vicepremier)              |
| Opbouw                               | Frank Essed (NPS)                                       |
| Openbare Werken en Verkeer           | Victor Max de Miranda (onafhankelijk)                   |
| Sociale Zaken en Volksgezondheid     | Emile Ensberg (NPS)                                     |